# Олешково (Тутаевский район)
В Ярославской области есть ещё одна деревня Олешково, в Рыбинском районе. В этом же Тутаевском районе есть деревня со схожим названием Олехово.
Олешково (по топокарте Алешково) — деревня Артемьевского сельского округа Артемьевского сельского поселения Тутаевского района Ярославской области .
Деревня расположена в южной части сельского поселения. Примерно в 2 км к северу от железной дороги Ярославль—Рыбинск, вблизи станции Клинцево. На запад от Олешково параллельно железной проходит дорога связывающая ряд деревень: от Олешково она идёт к Ильинскому, далее к Безмино, Калошино и станции Ваулово .
Деревня Алешкова указана на плане Генерального межевания Борисоглебского уезда 1792 года. В 1825 Борисоглебский уезд был объединён с Романовским уездом. По сведениям 1859 года деревня относилась к Романово-Борисоглебскому уезду . 
На 1 января 2007 года в деревне Олешково не числилось постоянных жителей . По карте 1975 г. в деревне жило 10 человек. Почтовое отделение, находящееся в городе Тутаев, обслуживает в деревне Олешково 19 домов .